# Манньо
Манньо (дан. Mandø) — острів у Північному морі біля південно-західного узбережжя півострова Ютландія. Один із Фризьких островів (входить до групи Північно-Фризьких островів). Належить Данії, входить до складу муніципалітету Есб'єрг (область Південна Данія). Площа — 7,63 км², населення — 44 особи (2009).

## Географія
Острів розташований приблизно за 30 км на південний захід від міста Рібе. З материком острів з'єднаний 4-кілометровою дорогою. Під час припливів дорогу затоплює. Острів оточують великі броди та припливно-відпливні болота, де гніздиться безліч птахів та мешкають інші тварини. Види птахів: крячки, кулики, чаплі, качки, зокрема ґаґи, та інші види болотяних птахів. У минулих століттях уздовж периметру острова побудовано велику глиняну греблю, переважно поодаль від берега. Це дало змогу розвивати сільське господарство — на острові вирощували зерно та розводили овець.

## Історія
Перша писемна згадка про Манньо датується 1231, першу церкву на острові згадано 1340 року. Найстарішу зі сучасних будівель побудовано 1727 року. До 1741 острів належав королю і місцеві жителі викупили його на аукціоні. Острів залишається малонаселеним. За переписом 1890 на острові проживало 262 особи, зараз — менше 70.
1887 року на сході побудовано греблю, що захищала острів від штормів і повеней, 1937 року збудовано другу північну греблю. Обидві греблі пошкоджено під час повені 1981 року.

## Економіка
Основними галузями економіки острова були сільське господарство та рибальство. Пізніше історія острова пов'язана з мореплавством. У XX столітті сільське господарство було добре розвиненим, кількість ферм досягала 25. На 1997 рік залишилася лише одна ферма.